# 堀内規次
堀内 規次（ほりうち のりつぐ、1921年 - 1992年9月15日）は、東京都西東京市出身の洋画家。
友人に哲学者矢内原伊作とフランス文学者齋藤磯雄がいる。
- 造形性の追求：堀内は、時代の流行に流されることなく、絵画の本質的な造形性を探求しました。そのため、作品には独自の構成や形態が見られます
- 自然や人間の存在感：彼の作品には、自然や人間の確かな存在を表現しようとする意図が感じられます。風景や人物を通じて、生命の息吹や静謐な空気感を描き出しています
- パステル画の活用：堀内はパステル画を多用し、柔らかな色彩と繊細なタッチで独自の世界を表現しました。2024年には本間美術館でパステル画を中心とした展覧会が開催され、彼の画業の一端が紹介されました

## 年譜
- 1921年 東京に生まれる
- 1944年 美術文化協会賞を受賞
- 1953年 渡欧 クラブ・デ・キャトルバンにて個展
- 1956年 朝日選抜秀作展に招待出品
- 1959年 毎日国際美術展に招待出品
- 1973年 3人展（堀内規次、斎藤真成、中西勝）東京・名古屋・大阪にて開催 他
- 1987年 個展・開廊記念展開催（湘南画廊）
- 2011年 7月2日-7月6日 堀内規次 回個展 西部池袋本店5階 （南A11）
- 2014年 11月8日-11月16日 アルバム 堀内規次展 ギャラリーKANI 東京都中野区野方 4-32-5

## 代表作
- - 《赤帽子の少女》：少女を描いた作品で、柔らかな色彩と繊細な表情が特徴です。
  - 《カフェにて》：日常の一場面を切り取った作品で、静かな時間の流れを感じさせます。
  - 《武蔵野の欅》：自然の風景を描いた作品で、樹木の力強さと静謐さが表現されています。
  - 《信州の山》：山の風景を描いた作品で、自然の雄大さと美しさが感じられます。

## 著書
- 静物を描く(新技法シリーズ7)（1967年1月1日、美術出版社） ISBN 978-4568320077

## 展覧会
- 本間美術館 2024年1月13日(土)～2024年2月19日(月)